# ازدنیک یارکوفسکی
ازدنیک یارکوفسکی (چکی: Zdeněk Jarkovský؛ ۳ اکتبر ۱۹۱۸ – ۸ نوامبر ۱۹۴۸) بازیکن هاکی روی یخ اهل چکسلواکی بود.
وی در مسابقات کشوری و بین‌المللی در مجموع برندهٔ ۱ مدال نقره شده‌است.